# تشاد مارشال
تشاد مارشال (بالإنجليزية: Chad Marshall)‏ (و. 1984  م) هو لاعب كرة قدم، من الولايات المتحدة الأمريكية، ولد في ريفرسايد.

## التعليم
تعلم في جامعة ستانفورد، وHarding University ‏.

## جوائز
حصل على جوائز منها:
- MLS Defender of the Year Award [الإنجليزية]‏ (2009)
- MLS Defender of the Year Award [الإنجليزية]‏ (2008).

## روابط خارجية
- تشاد مارشال على موقع الدوري الأمريكي (الإنجليزية)
- تشاد مارشال على موقع قاعدة بيانات كرة القدم.إي يو (الإنجليزية)
- تشاد مارشال على موقع ناشيونال فوتبول تيمز (الإنجليزية)
- تشاد مارشال على موقع Soccerway.com (الإنجليزية)
- تشاد مارشال على موقع AS.com (الإسبانية)